# Xã Washington, Quận Carroll, Ohio
Xã Washington (tiếng Anh: Washington Township) là một xã thuộc quận Carroll, tiểu bang Ohio, Hoa Kỳ. Năm 2010, dân số của xã này là 1.239 người.